# Боби Мур
Роберт Фридрик Челси Мур (Есекс, 12. април 1941 — Лондон, 24. фебруар 1993) био је енглески професионални фудбалер и фудбалски тренер. Већи део каријере провео је у Вест Хем јунајтеду, где је играо више од десет година, а био је и капитен репрезентације Енглеске која је освојила Светско првенство 1966. године. Сматра се да је један од најбољих одбрамбених играча у историји фудбала, а фудбалер Пеле га је сматрао најбољим дефанзивцем међу онима против којих је играо.
Мур је сматран најбољим играчем Вест Хем јунајтеда икада, а за тај клуб одиграо је више од 600 утакмица за 16 година, освојио ФА куп 1963/1964. и Куп победника купова 1964-1965. Током наступа за Вест Хем јунајтед освојио је награду „Фудбалер године” 1964. године и Играч године Вест Хем јунајтеда 1961, 1963, 1968 и 1970. године. У августу 2008. године Вест Хем јунајтед је повукао дрес са бројем 6, петнаест година наком смрти Мура.
Капитен репрезентације Енглеске постао је 1964. године када је имао 23 године, а 1966. године са Енглеском освојио је Светско првенство. За репрезентацију је одиграо 108 утакмица, што је у време до његовог пензионисања 1973. године био међународни рекорд, који је касније срушио Питер Шилтон, а 28. марта 2009. године и Дејвид Бекам. Мур је увршћен у „Светски тим 20. века”, представља икону националног тима Енглеске, а његова бронзана статуа постављена је испред улаза на Вембли стадион.
Мур је такође био познат по томе што је могао да „прочита” игру противника, чиме се дистанцирао од слике тврдоглавог дефанзивца, како су га неки медији називали. Награду Би-Би-Си Спорта „Спортска личност године” добио 1996. године и био први фудбалер који је освоји ову награду, остао једини наредне 24 године. Такође му је додељен Орден Британске империје, а увршћен је и у Кућу славних фудбалера Енглеске 2002. године, исте године увршћен је и на листу „100 највећих Британаца”, коју је саставио Би-Би-Си.

## Биографија
Мур је рођен 12. априла 1941. године у Бакингу, Есекс. Похађао је основну школу Вестрби и Том Худ школу у Лејтостоуну, а у обе је играо фудбал. Након вишегодишње каријере у Вест Хем јунајтеду, каријере у Фуламу, Сан Антонио Тандеру, Сијетл саундерсу, Мур је професионалну каријеру завршио у Мидтјиланду. Након тога радио је релативно неуспешно као фудбалски тренер у Оксфорд Стиију, Истерну и Саунтхенд јунајтеду, у периоду од 1989. до 1986. године
Прву жену Тину упознао је 1957. године, а венчали су се 30. јуна 1960. године.  Живели су у Чигвелу, Есексу, а имали ћерку Роберту и сина Дина.  Пар се растао 1984. године, а развели су се 1986. године. Након тога Мур је започео везу са Стефани Парлејн, а они су се венчали 4. децембра 1991. године. Једанаест година након Мурове смрти, његов син Дин нађен је мртав у свом стану 28. јула 2011. године. Верује се да је био болестан и умро од здравствених компликација.
Мур је јавно подржао Маргарет Тачер на изборима одржаним 1979. године. Тренер Саутхенд јунајтеда постао је 1984. године, али та сезона није било нарочито успешна. Међутим наредне сезоне Саутхенд јунајтед је добро почео сезону, а завршили су на деветом месту табеле. Након што је на његово место дошао Давид Веб, Мур је пристао да остане у управном одбору клуба и обављао је ту функцију до своје смрти. На лондонској радио станици Капитал голд 1990. године био је фудбалски аналитичар и коментатор. Његов живот након фудбала био је тежак, имао је нека лоша финансијска улагања и развео се. Мурови обожаваоци истакли су да је фудбалски савез Енглеске могао да му додели неку функцију, јер је био члан тим који је освојио Светско првенство.
Мур се борио са раком још од 1964. године, две године пре победе на Светском првенству. Дијагностикован му је рак тестиса, а након операције рак се након тога није проширио.  У априлу 1991. године Мур је подвргнут хитној операцији због сумње на рак дебелог црева, али је тада у медијима објављено да је подвргнут „хитној операцији стомака”. Дана 14. фебруара 1993. године јавно је истакао да болује од рака црева и јетре и да се тада рак још увек није проширио. Три дана касније коментарисао је меч репрезентације Енглеске против Сан Марина на Вемблију, заједно са пријатељом Џонатаном Пирсом. То је уједно био његов последњи јавно наступ, седам дана касније, 24. фебруара у 6:36 сати, Мур је преминуо. Сахрана је одржана 2. марта 1993. године, тело је кремирано, а урна са посмртним остацима налази се на Лондонском гробљу. Након његове смрти, фудбалски терени били су преплављени цвећем, шаловима и осталим навијачким реквизитима.
Муров бивши саиграч Џек  Чарлтон на Би-Би-Си-јевом документарцу „Муров живот” причао је о Муровом животу у фудбалу и ван њега и истакао:
Па, плакао сам само због двоје људи, Били Бремера и Боба... [дуга пауза] он је био диван човек.
Дана 28. јуна 1991. године одржана је спомен служба у част Мура, којој су присуствовали сви фудбалери из тима који је освојио Светско првенство 1966. године. Мур је био тек други спортиста који је тако почаствован.
Дуги низ година одушељавао је присталице Вест Хем јунајтеда и био је сјајан противник у очима оних против којих је играо. Али остаће упамћен због његових наступа за репрезентацију нглеске, највише као капитен екипе која је освојила Светски куп 1966. године. — Мајкл Мејн

## Играчка каријера
Године 1956. придружио се Вест Хем јунајтеду и након што је напредовао у омладинским екипама, прву утакмицу за први тим одиграо је 8. септембра 1958. године против Манчестер јунајтеда. Обукавши дрес са бројем 6 заменио је свог ментора Малкома Алисона који је оболео од туберкулозе. Након тога Алисон није одиграо ниједну другу тимску нити било коју другу утакмицу за Вест Хем јунајтед јер је Мур био редован у састави.
На месту централног дефанзивног играча, био је омиљен због способности да „прочита” игру противника и предвиди њихове покрете, чиме се дистанцирао од епитета тврдоглавог дефанзивца. Мурова способност управљања лоптом била је просечна, али начин на који је читао игру и водио његов тим до победе означио га је као играча светског калибра. Због прекшраја над Дејвом Вагстафеом на утакмици против Манчестер Ситија у новембру 1961. године Мур је кажњен после меча, с обзиром да се тада нису издавали црвени картони. Поред фудбала, играо је и крикет за омладинску екипу из Есекса, заједно са играчем Вест Хем јунајтеда Џефом Херстом.

### Енглеска звезда и европски победник
Године 1960. Мур је добио позвао да игра за репрезентацију Енглеске до 23 године. Његова форма и утицај на Вест Хем јунајтед у целини, заслужни су што му је послат позив у састав репрезентације од стране Валтер Винтерботома и фудбалског савеза Енглеске 1962. године, када су вршене последње припреме за Светско првенств 1962. године у Чулеу. Мур није играо током првенства, а свој деби за репрезентацију имао је 20. маја 1962. године на пријатељској утакмици Енглеске и Перуа у Лими. Истог дана дебитовао је и дефанзивац Тотенхем хотспера Маурис Норман, а обојица су се показали добро да су остали у тиму Енглеске током читавог учешћа на Светксом првенству, који су завршили поразом од репрезентације Бразила у четвртфиналу у Виња дел Мару.
Дана 29. маја 1963. године, двадесетдвогодишњи Мур први пут је постао капитен у 12 наступу за репрезентацију Енглеске, након повлачења Џони Хејнса због повреде и његовог наследника Џимија Армфејлда. Био је најмлађи капитен репрезентације Енглеске. Репрезентација Енглеске победила је Чехословачку резултатом 4:2, у тим се вратио Армфејлд, али је тренер Алф Ремси одлучио да Мур остане у првом тиму Енглеске током пријатељских утакмица у лето 1964. године, које је Енглеска играла јер није успела да дође до последње фазе Европског првенства. Године 1964. Мур је доживео велике успехе, осим што је постао капитен репрезентације Енглеске, заједно са Вест Хем јунајтедом освојио је ФА куп победом над Престон Норт Ендом резултатом 3:2. Након тога Мур је лечен од рака тестиса, а током 1964. године проглашен је „Фудбалером године” од стране Фудбалске књижевне асоцијације. Мут је играо више финала ФА купа, а ест Хем јунајтед је 1965. године освојио ФА куп победом над Минхеном 1860.
Године 1966. на Светском првенству Мур је имао мешовити почетак. У јануару 1966. постигао је свој први гол за Енглеску у ремију 1:1 са репрезентацијом Пољске, али два месеца касније капитен Вест Хем јунајтеда водио је свој клуб до финала Енглеског Лига купа, који су изгубили резлтатом 5:1 од Вест Бромвић албиона. Свој други и последњи гол за репрезентацију Енглеске, Мур је постигао на мечу против репрезентације Норвешке, две недеље пре почетка Светског првенства.

### Светско првенство
Почетком 1966. године новинарима су објављени детаљи да је Мур планирао да напусти Вест Хем јуанјтед. Мур је пустио да му истекне уговор и тек након интервенције Алфа Ремсија и схватања да је био технички неприкладан за играње, поново потписао за Вест Хем јунајтед, како би остао капитен репрезентације Енглеске и током 1966. године. Мур је био капитен победничке екипе на Светском првнеству 1966. године и етаболирао се као светски играч и спортска икона. У свим својим мечевима на Вемблију Енглеска је победила са мањим проблема, а онда су у четвртфиналу Светског првенства победили Аргентину, у полуфиналу Португалија, док их је у финалу чекала Западна Немачка. Према аутобиографија Џефа Хурста, Мур је требао да буде замењен у финалу првенства, а да на његовој позицији игра Норман Хантер. Међутим, на крају су се договорили да задрже капитен у тиму. Мур није игроа лоше у то време и једно могуће објашњење за размишљање о његовој промени било је то што су Немци имали прилично брзе нападаче који су могли да разоткрију Мурове недостатке.
У финалу Светског првенства, Западна Немачка је са Хелмутом Хелером повела, а Мурова игра такође је помогла нападу репрезентације Енглеске, па је резултатом убрзо био изједначен, а гол је постигао Хурст. Након тога Питерс је повећао предност Енглеске, али Немци су иуједначили у последњем минуту голом Волфганга Вебера. Репрезентације Енглеске славила је резултатом 4:2. Од многих незаборавних слика од тог дана, једна је од Мура, који је брисао руке од блата и зноја о баршунасти стољњак, како би се руковао са Елизабетом II док му је она уручивала трофеј. Гардијан је тада написао: „Мур је био најмилија особа док је водио играче репрезентације Енглеске до Краљевског бокса”.

## Као икона фудбала
Мур је постао „икона фудбала” у Енгеској због великог успеха репрезентације. Крајем 1966. године награђен је престижном наградом Би-Би-Си Спорт за „Спортску личност године” и постао први фудбалер који је добио ову награду. Такође му је додељен Орден Британске империје на новогодишњој почасти.
Муров имиџ и популарност омогућили су му да започне бројне пословне подухвате, укључујући спортску продавницу поред стадиона Вест Хем јунајтеда. Појавио се са супругом у телевизијској реклами за пиво. Наставио је да игра за Вест Хем јунајтед и Енглеску, а 50. меч за репрезентацију забележио је на сусрету против репрезентације Велска крајем 1966. године.

### 1970
Најбоља игра Бобија Мура била је неуспешна утакмица групе Светског купа 1970. против Бразила у Гвадалахари. Све то улепшао наравно, „онај потез” Мура прослављен у песми "Три лава" и поновљен милион пута. Сто година од овог тренутка када неко упита шта је Мур учинио посебним, то ће бити први доказ.

—The Times
Током 1970. године, Мур је задржан као капитен за Светско првенство 1979. године. Те године Мур је укључен у аферу крађе наруквице из драгуљарнице у Боготи, где се репрезентација Енглеске припремала за утакмице. Радник из драгуљарнице тврдио је да је Мур скинуо наруквицу из радње, а да је није платио. Ипак, није пронађен ниједан доказ који би могао да подржи оптужбе, Мур је у ухапшен, а затим пуштен. Након тога отпутовао је са репрезентацијом Енглеске да одиграо још један меч, против Еквадора у Кито и то је био његов 80. меч за репрезентацију. Када се авион зауставио у Колумбији по повратку у Мексико, Мур је задржан и стављен у притор од четтири дана. Дипломатски притисак, плус очигледна слабост доказа на крају су довели до тога да је случај пао, а Мур се вратио у Мексико како би се придружио свом тиму. Наставио је да игра водећу улогу у напредовању репрезентације Енглеске, што је показао на утакмици против репрезентације Румуније, коју је 2. јуна Енглеска савладала резултатом 1:0. У другој утакмици, против фаворита Бразила, Мур је финтом прешао играча Бразила Жаирзиња, а тај потез се описивао као савршен и и даље се приказује на телевизијама широм света.
Репрезентација Бразила је на крају победила Енглеску резултатом 1:0, али је Енглеска напредовала кроз групу. Након утакмице између репрезентација Енглеске и Бразила, Мур је мењао дрес са Пелеом, а он је данас изложен у Националном музеју фудбала у Манчестеру. Након тога, уследила је победа над репрезентацијом Чехословачке, што је Енглеској омогућило да заврши на другом месту и напредује у нокаут фазу. У четвртиналној фази реванш меча Светског купа 1966. године против Западне Немачке, Енглеска је повела резултатом 2:0, али изгубила на продужетке 3:2. На крају године Мур је изабран за другопласираног кадндидата (иза Герда Милера) за награду „Европски фудбалер године” 1970. године.

### Последње године на врху
Дана 10. августа 1970. године Мур је добио анонимну претљњу да ће отети његову жену и задржати је док не исплати 10.000 фунти. То га је натерало да се повуче из предсезонских и пријатељских утакмица против Бристол Ситија и Борнмута. Међутим, Вест Хем јунајтеду се одужио на мечу против Селтика. Иако је Мур био виђен као иконац и савршен у грици, правио је грешке и био предмет контраверзи, 7. јануара 1971. године заједно са још три саиграча из Вест Хем јунајтеда, кажњен је новчано од стране тренера Гринвуда јер је пио у ноћном клубу до јутарњих сата пре трећег кола ФА купа. Ноћни клуб у Блекпулу био је у власништву боксера Брајана Лондона, Муровог пријатеља. Вест Хем јунајтед је након тога изгубио од екипе Блекпул резултатом 4:0. Играчи су кажњени одузимањем недељен зараде. Блекпул је у то време јако лоше играо и био је на последњем месту Прве дивизије, а испао је на крају сезоне. Мур је вече пре тога приказан у телевизијској емисији This Is Your Life. Гленвил је изјавио да је Мур неретко доста пио, али је често након тога следећег јутра редовно стизао на тренинг.
Мур је надмашио рекорд по броју утакмица у Вест Хем јунајтеду, када је 1973. године уписао 509 наступа за овај клуб. Три дана касније, 14. фебруара 1983. године био је капитен репрезентације Енглеске у победи резултатом 5:0 над репрезентацијом Шкотске. У овом периоду из састава репрезентације Енглеске из 1966. године, играли су само Мур, Питерс и Алан Бол. Мурова форма је била умањена, па је Ремси одлучио да га не изабере за утакмицу коју је Енглеска морала да победи како би се квалификовала на првенство, против репрезентације Пољске. На његовој позицији игроа је Норман Хантер, а Енглеска је одиграла нерешено и није се пласирала на Светско првенство. Неуспех Енглеске у квалификацијама за Светско првенство 1974. године означио је крај Ремсијевог посла у националном тиму, пошто је отпуштен шест месеци касније. Мур је 108 и последњу утакмицу за репрезентацију Енглеске одиграо 14. новембра 1973. године против Италије. Са 108 одиграних утакмица, оборио је рекорд утакмица капитен репрезентације Енглеске Билија Рајта.

### Након одласка из Вес Хема и репрезентације
Последњу утакмицу за Вест Хем јунајтед Мур је одиграо у мечу ФА купа против Херефорд јунајтеда у јануару 1974. године, а на утакмици се повредио. Дана 14. марта исте године дозвољено му је да напусти клуб након више од 15 година. Придружуо се лондонском ривалу Фулам за 25.000 фунти, који је у то време играо у Другој дивизији. Током Морове прве сезоне, Фулам је победио Вест Хем јунајтед у Енглеском лига купу, затим су стигли до финала ФА купа, где су се поново сусрели са Вест Хем јунајтедом и изгубили резултатом 2:0. Мур је на Вемблију последњи пут наступио као професионални играч.
Последњу професионалну утакмицу у Енглеској, Мур је одирао за Фулам 14. маја 1977. године против Блекберн роверса. Након тога играо је за два тима у Северноамеричкој фудбалској лиги - Сан Атонио тандер 1976. године (24 утакмице, 1 гол) и Сијетл Саундерс 1978. године на 7 утакмица. У априлу 1978. године потписао је свој последњи угувор као професионални играч, када се придружио данском Мидтјиланду, за који је одиграо 9 утакмица пре него што се повукао. Године 1983. одиграо је 8 утакмица за Каролину лајтин, пре него што се повредио и напустио клуб.

## Наслеђе
Фондација Боби Мур основана је као добротворна организација у Великој Британији 1993. године од стране Стефани Мур и организација за истраживање рака у знак сећања на њеног покојног мужа, како би прикупил ановац за истраживање болести рака црева и подигла свет јавности о овој болести. Године 2013. покренута је кампања „Make Bobby Proud” и она прикупља новчана средства. ДО фебруара 2013. године Фонд Боби Мур прикупио је 18,8 милиона фунти за истраживање рака црева. Године 1996. комичари Френк Скинер и Дејвид Бадиел искориситли су Мурове фразе, које су се нашле у њиховој песми „Three Lions”, која је била службена песма репрезентације Енглеске на Европском првенству 1996. године. Написана је у контексту сјајних тренутака енглеске прошлости, као доказ да би репрезентација Енглеске поново могла да освоји турнир.
Године 2002. Мур је увршћен у Кућу славних фудбала Енглеске, а исте године увршћен је и на листу „100 највећих Британца”, коју је саставио Би-Би-Си. У новембру 2003. године Фудбалски савез Енглеске изабрао је Боби Мура као „Златног играча”, за најистакнутијег играча репрезентације Енглеске у последњих 50 година.
Дана 28. априла 2003. године Принц Ендру, војвода од Јорка као тадашњи председник фудбалског савеза Енглеске, открио је скулптуру Мура како држи трофеј, заједно са саиграчима. Скулптуру је израдио Филип Џексон по чувеној фотографији снимљеној непосредно након финала 1966. године на Вемблију. Једно насеље у Лондону названо је по Бобију Муру. Дана 11. маја 2007. године статуу Бобија Мура открио је Боби Чарлон испред улаза на нови, реконструисани стадиом Бембил. Двострука бронзана скулптура у природној величини који је такође израдио Џексон, приказује Мура како гледа на стадион. У августу 2008. године Вест Хем јунајтед је званично повукао дрес са бројем 6, петнаест година наком смрти Мура. Дана 26. јула 2016. године Мур је постхумно награђен Плавом плакетом и постао први фудбалер који је добио ту награду. Плоча је откривена на зиду од опеке на Муровој кући из детињства у Ваберли гарденсу, а церемонији је присуствовала његова ћерка Роберта. У априлу 2017. године, норвешка авиокомпанија најавила је да ће се Мурова слика појавити на задњем делу једном од њихових авиона.
На статуи Мура која се налази испред стадиона Вембил пише: „Беспрекорни фудбалер. Инпреријални дефанзивац. Бесмтни херој 1966. Први Енглез који је високо подигао тројеф Светског купа. Омиљена личност Ист Енда и легенда Вест Хем јунајтеда. Национално благо. Мајстор Вемблија. Господар игре. Изванредан капитен. Господин свих времена”.
Мур се појавио у филму Бег у победу из 1981. године, који говори о фудбалској утакмици, а био је у улози Терија Бредија, а у камео улогама представљао је сам себе. Такође се појавио у неколико епизода британског ситкома Till Death Us Do Part, као и у филму The Alf Garnett Saga који је објављен 1972. године. Тина и Боби, телевизијска серија о вези Тине и Бобија Мура емитована је у јануару 2017. године.

## Рекли су о Муру
Капитен, вођа и моја десна рука. Био је дух и срце тема. Прорачунљив и кул фудбалер коме сам могао да верујем у животу. Био је врхунски професионалац, најбољи са којим сам икада радио. Без њега Енглеска никада не би могла да освоји Светски куп.— Алф Ремси

Био ми је пријатељ, као и највећи дефанзивац против кога сам икада играо. Свет је изгубио једног од својих највећих фудбалера и часног господина.— Пеле

Боби Мур био је прави џентлмен и пријатељ.— Франц Бекенбауер

Мур је био најбољи дефанзивац којег сам икад видео.— Алекс Фергусон

Боби Мур је био најбољи дефанзивац у историји игре.— Франц Бекенбауер

Треба да постоји закон против Мура. Он зна шта се дешава 20 минута пре свих осталих.— Џок Стајн

Тражите од мене да разговарам о фудбалеру Бобију Муру и причаћу данима.— Рон Гринвуд

## Статистика каријере

### Клуб
| Статистика                  | Статистика                  | Статистика                             | Лига | Лига | Национални куп | Национални куп | Лига куп          | Лига куп          | Остало | Остало | Укупно | Укупно |
| Сезона                      | Клуб                        | Лига                                   | Ута  | Гол  | Ута            | Гол            | Ута               | Гол               | Ута    | Гол    | Ута    | Гол    |
| Енглеска                    | Енглеска                    | Енглеска                               | Лига | Лига | ФА куп         | ФА куп         | Енглески Лига куп | Енглески Лига куп | Остало | Остало | Укупно | Укупно |
| --------------------------- | --------------------------- | -------------------------------------- | ---- | ---- | -------------- | -------------- | ----------------- | ----------------- | ------ | ------ | ------ | ------ |
| 1958–59                     | Вест Хем јунајтед           | Прва дивизија Фудбалске лиге Енглеске  | 5    | 0    | 0              | 0              | 0                 | 0                 | 1      | 0      | 6      | 0      |
| 1959–60                     | Вест Хем јунајтед           | Прва дивизија Фудбалске лиге Енглеске  | 13   | 0    | 0              | 0              | 0                 | 0                 | 2      | 0      | 15     | 0      |
| 1960–61                     | Вест Хем јунајтед           | Прва дивизија Фудбалске лиге Енглеске  | 38   | 1    | 2              | 0              | 2                 | 1                 | —      | —      | 42     | 2      |
| 1961–62                     | Вест Хем јунајтед           | Прва дивизија Фудбалске лиге Енглеске  | 41   | 3    | 1              | 0              | 2                 | 0                 | —      | —      | 44     | 3      |
| 1962–63                     | Вест Хем јунајтед           | Прва дивизија Фудбалске лиге Енглеске  | 41   | 3    | 5              | 0              | 1                 | 0                 | —      | —      | 47     | 3      |
| 1963–64                     | Вест Хем јунајтед           | Прва дивизија Фудбалске лиге Енглеске  | 37   | 2    | 7              | 0              | 6                 | 0                 | —      | —      | 50     | 2      |
| 1964–65                     | Вест Хем јунајтед           | Прва дивизија Фудбалске лиге Енглеске  | 28   | 1    | 0              | 0              | 0                 | 0                 | 8      | 0      | 35     | 1      |
| 1965–66                     | Вест Хем јунајтед           | Прва дивизија Фудбалске лиге Енглеске  | 37   | 0    | 4              | 0              | 9                 | 2                 | 6      | 0      | 56     | 2      |
| 1966–67                     | Вест Хем јунајтед           | Прва дивизија Фудбалске лиге Енглеске  | 40   | 2    | 2              | 0              | 6                 | 0                 | —      | —      | 48     | 2      |
| 1967–68                     | Вест Хем јунајтед           | Прва дивизија Фудбалске лиге Енглеске  | 40   | 4    | 3              | 0              | 3                 | 0                 | —      | —      | 46     | 4      |
| 1968–69                     | Вест Хем јунајтед           | Прва дивизија Фудбалске лиге Енглеске  | 41   | 2    | 3              | 0              | 3                 | 0                 | —      | —      | 47     | 2      |
| 1969–70                     | Вест Хем јунајтед           | Прва дивизија Фудбалске лиге Енглеске  | 40   | 0    | 1              | 0              | 2                 | 0                 | —      | —      | 43     | 0      |
| 1970–71                     | Вест Хем јунајтед           | Прва дивизија Фудбалске лиге Енглеске  | 39   | 2    | 1              | 0              | 2                 | 0                 | —      | —      | 42     | 2      |
| 1971–72                     | Вест Хем јунајтед           | Прва дивизија Фудбалске лиге Енглеске  | 40   | 1    | 4              | 0              | 10                | 0                 | —      | —      | 54     | 1      |
| 1972–73                     | Вест Хем јунајтед           | Прва дивизија Фудбалске лиге Енглеске  | 42   | 3    | 2              | 0              | 2                 | 0                 | —      | —      | 46     | 3      |
| 1973–74                     | Вест Хем јунајтед           | Прва дивизија Фудбалске лиге Енглеске  | 22   | 0    | 1              | 0              | 1                 | 0                 | 1      | 0      | 24     | 0      |
| Укупно у Вест Хем јунајтеду | Укупно у Вест Хем јунајтеду | Укупно у Вест Хем јунајтеду            | 544  | 24   | 36             | 0              | 49                | 3                 | 18     | 0      | 647    | 27     |
| 1973–74                     | Фулам                       | Друга дивизија Фудбалске лиге Енглеске | 10   | 1    | —              | —              | —                 | —                 | —      | —      | 10     | 1      |
| 1974–75                     | Фулам                       | Друга дивизија Фудбалске лиге Енглеске | 41   | 0    | 12             | 0              | 3                 | 0                 | —      | —      | 54     | 0      |
| 1975–76                     | Фулам                       | Друга дивизија Фудбалске лиге Енглеске | 33   | 0    | 1              | 0              | 3                 | 0                 | —      | —      | 37     | 0      |
| 1976–77                     | Фулам                       | Друга дивизија Фудбалске лиге Енглеске | 40   | 0    | 2              | 0              | 5                 | 0                 | —      | —      | 47     | 0      |
| Укупно у Фуламу             | Укупно у Фуламу             | Укупно у Фуламу                        | 124  | 1    | 15             | 0              | 11                | 0                 | —      | —      | 148    | 1      |
| Укупно у каријери           | Укупно у каријери           | Укупно у каријери                      | 668  | 25   | 51             | 0              | 60                | 3                 | 18     | 0      | 795    | 28     |

### Репрезентација
| Енглеска | Енглеска | Енглеска |
| Год      | Ута      | Гол      |
| -------- | -------- | -------- |
| 1962     | 8        | 0        |
| 1963     | 9        | 0        |
| 1964     | 9        | 0        |
| 1965     | 9        | 0        |
| 1966     | 15       | 2        |
| 1967     | 6        | 0        |
| 1968     | 9        | 0        |
| 1969     | 9        | 0        |
| 1970     | 11       | 0        |
| 1971     | 7        | 0        |
| 1972     | 6        | 0        |
| 1973     | 10       | 0        |
| Укупно   | 108      | 2        |

### Голови за репрезентацију
Голови и резултат за репрезентацију Енглеске.
| #  | Датум           | Стадион                | Противник | Резултат | Такмичење            |
| -- | --------------- | ---------------------- | --------- | -------- | -------------------- |
| 1. | 5. јануар 1966. | Гудисон парк, Ливерпул | Пољска    | 1–1      | пријатељска утакмица |
| 2. | 29. јун 1966.   | Стадион Улевол, Ослов  | Норвешка  | 6–1      | пријатељска утакмица |

## Трофеји

### Играч

#### Клуб
Вест Хем јунајтед
- ФА куп: 1963–64.
- ФА Комјунити шилд: 1964.
- Куп победника купова: 1964–65.

#### Репрезентација
Енглеска
- Светско првенство: 1966.
- Европско првенство треће место: 1968.

### Individual
- Златна лопта другопласирани: 1970.
- Фудбалер године: 1964.
- Играч године Вест Хем јунајтеда: 1961, 1963, 1968, 1970.
- Ол-стар тим Светског првенства : 1966.
- Би-Би-Си Спорт Личност године: 1966.
- Оредн Британске империје: 1967.
- Најбољи тим Европског првенства: 1968.
- Часопис Фудбал Светских XI: 1968, 1969[59]
- Енглеска кућа славних: 2002.
- Јубилеј награде ФИФА – Најбољи енглески фудбалер у последњих 50 година (Златни играч): 2003.
- Најбољи тим Светског првенства свих времена: 1994.
- Најбољи тим 20. века: 1998.
- Дрес са бројем 6 повучен је од стране Вест Хем јунајтеда у част Мура: 2008. (постхумно)[60]
- Професионална фудбалска асоцијација, Играч века: 2007.[61]
- Професионална фудбалска асоцијација, Тим века (1907—2007):
  - Тим века 1907—1976[62]
  - Тим века[63]
- Часопис Фудбал: Најбољих XI свих времена: 2013.
- 100 највећих Британаца: 2002.
- 100 фудбалских легенди